# Уолтемстоу
Уолтемстоу (англ. Walthamstow) — большой пригородный район в лондонском боро Уолтем-Форест, расположенный 10,3 км к северо-востоку от Чаринг-Кросса. На севере Уолтемстоу граничит с Чингфордом, на юге — с Лейтоном и Лейтонстоуном, на востоке — с южной частью леса Эппинг, на западе — с Тоттенемом и долиной реки Ли. Лейтон-Хай-Роуд, Хоу-Стрит, Чингфорд-Роуд и Чингфорд-Маунт составляют часть древней дороги от Лондона к Уолтемскому аббатству.

## История
Первые упоминания об Уолтемстоу относятся к 1075 году (Wilcumestowe, — «The Place of Welcome») и 1086 годам (Domesday Book: Wilcumestou). В 1213 году Шерн-холл (ныне — Шернолл-стрит, англ. Shernhall Street) посетил Иоанн Безземельный; эта достопримечательность сохранялась вплоть до 1896 года. Долгое время Уолтемстоу являл собой группу из пяти небольших сельских селений, жители которых общие проблемы обсуждали в Вестри-хаусе (англ. Vestry House). Городская ратуша была построена здесь в 1870 году, когда селение разрослось до размеров большого пригорода.

## Достопримечательности
В Уолтемстоу расположены три музея:
William Morris Gallery (посвященный прерафаэлиту Уильяму Моррису),
Pump House Museum (музей истории транспорта) и
Vestry House Museum (музей местной истории), который в 2006 году отметил своё 75-летие.

## Уолтемстоу в популярной музыке
1947 — Мик Бокс, основатель и гитарист группы Uriah Heep, родился в Уолтемстоу.
1957 — Фил Коллен, гитарист группы Def Leppard, родился в Уолтемстоу.
1958 — Пол Ди’Анно, британский певец и автор песен, наиболее известен как первый студийный вокалист британской хеви-метал группы Iron Maiden 1978-1981.
1973 — родилась актриса и телеведущая Данниэлла Уэстбрук.
1992 — В Уолтемстоу образовался бой-бэнд East 17, свой дебютный альбом назвавший Walthamstow, в честь своей «малой родины». Альбом вышел на 1 место в Британии.
1994 — Фотографии в буклете альбома Parklife группы Blur были сделаны на Walthamstow Stadium.
2012 — На новом альбоме Roses ирландской группы The Cranberries есть песня «Waiting in Walthamstow» («Ожидание в Уолтемстоу»)